# Председатель Правительства Российской Федерации
Председатель Правительства Российской Федерации (в просторечии — премьер-министр), в соответствии с 24-й статьёй Федерального конституционного закона «О Правительстве Российской Федерации», возглавляет Правительство Российской Федерации, определяет его основные направления деятельности и организует его работу.
Президент России, в соответствии с 83-й статьёй Конституции Российской Федерации, имеет право председательствовать на заседаниях правительства. В соответствии со 115-й статьёй Конституции Российской Федерации постановления и распоряжения правительства, в случае противоречия с указами президента, могут быть отменены Президентом России. Кроме того, Президент России, согласно 32-й статье Федерального конституционного закона «О Правительстве Российской Федерации», руководит деятельностью федеральных органов исполнительной власти, ведающих вопросами обороны, безопасности, внутренних дел, иностранных дел, предотвращения чрезвычайных ситуаций и ликвидации последствий стихийных бедствий, хотя руководители некоторых из соответствующих ведомств (как МИД России, МВД России и другие) входят в правительство.
До 25 декабря 1993 года должность главы Правительства Российской Федерации называлась председатель Совета Министров — Правительства Российской Федерации; нынешнее название было закреплено принятой в декабре 1993 года Конституцией России.
Неформально должность часто называется премьер-министр, хотя в Конституции Российской Федерации такое название отсутствует.
Порядок назначения, полномочия и обязанности председателя правительства определены статьями № 110—117 Конституции Российской Федерации.
С 16 января 2020 года (и.о. с 7 по 10 мая 2024 года) председателем Правительства Российской Федерации является Михаил Владимирович Мишустин (с 30 апреля по 19 мая 2020 года на время болезни премьера исполняющим обязанности являлся Андрей Рэмович Белоусов).
7 мая 2024 года после инаугурации Президента Российской Федерации Владимира Путина Правительство в полном составе ушло в отставку. 9 мая Владимир Путин внёс в Госдуму кандидатуру Мишустина на пост председателя Правительства. 10 мая 2024 года кандидатура была утверждена депутатами Госдумы.
10 мая 2024 года Президент России назначил Мишустина председателем Правительства России.

## Полномочия
В соответствии с Федеральным конституционным законом «О Правительстве Российской Федерации» и Регламентом Правительства Российской Федерации председатель Правительства России выполняет следующие функции:
- определяет в соответствии с конституцией, федеральными конституционными законами, федеральными законами и указами президента основные направления деятельности правительства;
- представляет президенту предложения о структуре федеральных органов исполнительной власти, о назначении на должность и об освобождении от должности заместителей председателя правительства и федеральных министров, о наложении на них дисциплинарных взысканий и об их поощрении;
- представляет правительство внутри государства и за его пределами;
- организует работу правительства и ведёт его заседания, обладая правом решающего голоса;
- систематически проводит совещания с членами правительства, руководителями федеральных служб и иных федеральных органов исполнительной власти, органов и организаций при правительстве, на которых рассматривает ход выполнения программ и планов деятельности правительства, поручений Президента Российской Федерации правительству, принимает решения по оперативным вопросам;
- подписывает нормативные акты правительства (постановления и распоряжения);
- распределяет обязанности между членами правительства;
- систематически информирует Президента Российской Федерации о работе правительства.

Председатель правительства РФ входит по должности в:
- Совет Безопасности Российской Федерации;
- Совет глав правительств Содружества Независимых Государств;
- Высший Государственный Совет Союзного государства России и Белоруссии;
- Совет глав правительств Шанхайской организации сотрудничества (ШОС);
- Межгосударственный совет Евразийского экономического союза (ЕАЭС).

Помимо основных обязанностей и функций главы правительства, прописанных в законе, председатель Правительства Российской Федерации с 2012 года возглавляет следующие координационные и совещательные органы при правительстве Российской Федерации:
- Правительственную комиссию по контролю за осуществлением иностранных инвестиций;
- Правительственную комиссию по бюджетным проектировкам на очередной финансовый год и плановый период;
- Государственную пограничную комиссию.

Также председатель Правительства Российской Федерации является:
- заместителем председателя Совета при президенте Российской Федерации по стратегическому развитию и национальным проектам;
- председателем Наблюдательного совета Банка развития и внешнеэкономической деятельности (ВЭБ.РФ);
- председателем Совета министров Союзного государства России и Белоруссии.

## Порядок назначения и освобождения от должности
Председатель Правительства России назначается президентом Российской Федерации после получения одобрения Государственной Думы.
Кандидатом на должность председателя Правительства России может быть исключительно гражданин Российской Федерации, не имеющий гражданства иностранного государства.
Предложение о кандидатуре председателя Правительства России вносится в Государственную Думу не позднее двухнедельного срока после вступления в должность вновь избранного Президента Российской Федерации или после отставки председателя Правительства России, либо в течение недели со дня отклонения предыдущей кандидатуры Государственной Думой.
Государственная Дума рассматривает представленную Президентом Российской Федерации кандидатуру Председателя Правительства в течение недели со дня внесения предложения о кандидатуре.
После трёхкратного отклонения представленных кандидатур председателя Правительства России Государственной Думой Президент Российской Федерации самостоятельно назначает председателя Правительства России, распускает Государственную Думу и назначает новые выборы. Государственная Дума не может быть распущена на этом основании только в последние шесть месяцев нахождения Президента в должности и во время действия военного или чрезвычайного положения на всей территории государства, а также в случае инициирования Государственной Думой процедуры импичмента президенту России.
Согласно пункту 5 статьи 117 Конституции Российской Федерации, Президент вправе:
1. В случае отставки или сложения полномочий Правительство Российской Федерации по поручению Президента Российской Федерации продолжает действовать до сформирования нового Правительства Российской Федерации.
2. В случае освобождения от должности Президентом Российской Федерации или отставки Председателя Правительства Российской Федерации, Заместителя Председателя Правительства Российской Федерации, федерального министра Президент Российской Федерации вправе поручить этому лицу продолжать исполнять обязанности по должности или возложить их исполнение на другое лицо до соответствующего назначения.

Также, согласно статье 117-й Конституции России и статье 35-й закона «О Правительстве Российской Федерации», Правительство Российской Федерации вправе поставить перед Государственной Думой вопрос о доверии Правительству Российской Федерации, который подлежит рассмотрению в течение семи дней.
Согласно пункту 4 статьи 117-й Конституции Российской Федерации и пункту 4 статьи 35-й закона «О Правительстве Российской Федерации» , Председатель Правительства имеет право самостоятельно поставить перед Государственной Думой вопрос о доверии Правительству. Если Государственная Дума в доверии отказывает, президент в течение семи дней должен принять решение либо об отставке правительства, либо о роспуске Государственной Думы и назначении новых выборов. А также согласно пункту 3 статьи 109 й Конституции России Президент Российской Федерации не может распустить Государственную Думу на этом основании в течение года после её избрания.
После изменений в ФКЗ «О Правительстве Российской Федерации» от 6 Ноября 2020 года, была модифицирована статья 7 настоящего закона «О Правительстве Российской Федерации» из которой было убрано следующее положение:
«Президент Российской Федерации уведомляет Совет Федерации и Государственную Думу Федерального Собрания об освобождении от должности Председателя Правительства Российской Федерации в день принятия решения.»
Это означает, что данная норма носила императивный характер, после изменения данной статьи, её убрали. Следовательно, можно сделать вывод, что в данный момент норма носит уведомительный характер, что, в свою очередь, не несёт её обязательности для Президента.

## Исполнение обязанностей президента
В соответствии с Конституцией России, во всех случаях, когда Президент Российской Федерации не в состоянии выполнять свои обязанности, их временно исполняет председатель правительства. Исполняющий обязанности Президента Российской Федерации не имеет права распускать Государственную Думу, назначать референдум, а также вносить предложения о поправках и пересмотре положений Конституции Российской Федерации.

## Список председателей правительства Российской Федерации
Ниже представлен список председателей Правительства России и исполняющих их обязанности после 1991 года. «И. о.» означает «исполняющий обязанности».
| №     | Имя, отчество, фамилия (Годы жизни)       | Фотография       | Срок полномочий  | Срок полномочий                                                                                       | Президент                   | Партия           | Примечание |
| ----- | ----------------------------------------- | ---------------- | ---------------- | --- | --------------------------- | ---------------- | --- |
| и. о. | Борис Николаевич Ельцин (1931—2007)       |                  | 6 ноября 1991    | 15 июня 1992                                                                                          | Борис Николаевич Ельцин     | беспартийный     | не был премьер-министром или и. о., однако до 15 июня 1992 года возглавлял Правительство России как президент России (в связи с проведением радикальной экономической реформы). |
| и. о. | Егор Тимурович Гайдар (1956—2009)         |                  | 15 июня 1992     | 14 декабря 1992                                                                                       | Борис Николаевич Ельцин     | беспартийный     | исполняющий обязанности |
| 1     | Виктор Степанович Черномырдин (1938—2010) |                  | 14 декабря 1992  | 23 марта 1998                                                                                         | Борис Николаевич Ельцин     | Наш дом — Россия | одновременно 5 ноября—6 ноября 1996 был и. о. президента России в связи с операцией на сердце Бориса Ельцина |
| и. о. | Сергей Владиленович Кириенко (род. 1962)  |                  | 23 марта 1998    | 24 апреля 1998                                                                                        | Борис Николаевич Ельцин     | беспартийный     | — |
| 2     | Сергей Владиленович Кириенко (род. 1962)  | 24 апреля 1998   | 23 августа 1998  | | Борис Николаевич Ельцин     | беспартийный     | — |
| и. о. | Виктор Степанович Черномырдин (1938—2010) |                  | 23 августа 1998  | 11 сентября 1998                                                                                      | Борис Николаевич Ельцин     | Наш дом — Россия | — |
| 3     | Евгений Максимович Примаков (1929—2015)   |                  | 11 сентября 1998 | 12 мая 1999                                                                                           | Борис Николаевич Ельцин     | беспартийный     | — |
| и. о. | Сергей Вадимович Степашин (род. 1952)     |                  | 12 мая 1999      | 19 мая 1999                                                                                           | Борис Николаевич Ельцин     | беспартийный     | Указ президента Российской Федерации от 19.05.1999 № 611 |
| 4     | Сергей Вадимович Степашин (род. 1952)     | 19 мая 1999      | 9 августа 1999   | | Борис Николаевич Ельцин     | беспартийный     | Указ президента Российской Федерации от 19.05.1999 № 611 |
| и. о. | Владимир Владимирович Путин (род. 1952)   |                  | 9 августа 1999   | 16 августа 1999                                                                                       | Борис Николаевич Ельцин     | беспартийный     | С 12:00 31 декабря 1999 по 12:00 7 мая 2000 — председатель правительства В. В. Путин был исполняющим обязанности президента. Официально был избран президентом 26 марта 2000 года и принял присягу 7 мая 2000 года.                                                                                    |
| 5     | Владимир Владимирович Путин (род. 1952)   | 16 августа 1999  | 7 мая 2000       | | Борис Николаевич Ельцин     | беспартийный     | С 12:00 31 декабря 1999 по 12:00 7 мая 2000 — председатель правительства В. В. Путин был исполняющим обязанности президента. Официально был избран президентом 26 марта 2000 года и принял присягу 7 мая 2000 года.                                                                                    |
| и. о. | Михаил Михайлович Касьянов (род. 1957)    |                  | 7 мая 2000       | 17 мая 2000                                                                                           | Владимир Владимирович Путин | беспартийный     | Указ о назначении Михаила Касьянова председателем правительства Российской Федерации |
| 6     | Михаил Михайлович Касьянов (род. 1957)    | 17 мая 2000      | 24 февраля 2004  | | Владимир Владимирович Путин | беспартийный     | Указ о назначении Михаила Касьянова председателем правительства Российской Федерации |
| и. о. | Виктор Борисович Христенко (род. 1957)    |                  | 24 февраля 2004  | 5 марта 2004                                                                                          | Владимир Владимирович Путин | беспартийный     | И. о.; не вносился на утверждение в Думу |
| 7     | Михаил Ефимович Фрадков (род. 1950)       |                  | 5 марта 2004     | 7 мая 2004                                                                                            | Владимир Владимирович Путин | беспартийный     | 5 марта—7 мая 2004 года; 7 мая—12 мая 2004 и. о. (слагал полномочия перед вновь избранным президентом Российской Федерации); С 12 мая 2004 по 12 сентября 2007; 12 сентября—14 сентября 2007 года и. о. (после отставки, до момента назначения нового председателя правительства Российской Федерации) |
| и. о. | Михаил Ефимович Фрадков (род. 1950)       | 7 мая 2004       | 12 мая 2004      | | Владимир Владимирович Путин | беспартийный     | 5 марта—7 мая 2004 года; 7 мая—12 мая 2004 и. о. (слагал полномочия перед вновь избранным президентом Российской Федерации); С 12 мая 2004 по 12 сентября 2007; 12 сентября—14 сентября 2007 года и. о. (после отставки, до момента назначения нового председателя правительства Российской Федерации) |
| 7     | Михаил Ефимович Фрадков (род. 1950)       | 12 мая 2004      | 12 сентября 2007 | | Владимир Владимирович Путин | беспартийный     | 5 марта—7 мая 2004 года; 7 мая—12 мая 2004 и. о. (слагал полномочия перед вновь избранным президентом Российской Федерации); С 12 мая 2004 по 12 сентября 2007; 12 сентября—14 сентября 2007 года и. о. (после отставки, до момента назначения нового председателя правительства Российской Федерации) |
| и. о. | Михаил Ефимович Фрадков (род. 1950)       | 12 сентября 2007 | 14 сентября 2007 | | Владимир Владимирович Путин | беспартийный     | 5 марта—7 мая 2004 года; 7 мая—12 мая 2004 и. о. (слагал полномочия перед вновь избранным президентом Российской Федерации); С 12 мая 2004 по 12 сентября 2007; 12 сентября—14 сентября 2007 года и. о. (после отставки, до момента назначения нового председателя правительства Российской Федерации) |
| 8     | Виктор Алексеевич Зубков (род. 1941)      |                  | 14 сентября 2007 | 7 мая 2008                                                                                            | Владимир Владимирович Путин | беспартийный     | 14 сентября 2007 — 7 мая 2008, затем до 8 мая и. о. (после отставки, до момента назначения нового председателя правительства Российской Федерации) |
| и. о. | Виктор Алексеевич Зубков (род. 1941)      | 7 мая 2008       | 8 мая 2008       | Дмитрий Анатольевич Медведев                                                                          |                             | беспартийный     | 14 сентября 2007 — 7 мая 2008, затем до 8 мая и. о. (после отставки, до момента назначения нового председателя правительства Российской Федерации) |
| 9     | Владимир Владимирович Путин (род. 1952)   |                  | 8 мая 2008       | Дмитрий Анатольевич Медведев                                                                          | 7 мая 2012                  | Единая Россия    | Указ о назначении Владимира Путина председателем правительства |
| и. о. | Виктор Алексеевич Зубков (род. 1941)      |                  | 7 мая 2012       | 8 мая 2012                                                                                            | Владимир Владимирович Путин | беспартийный     | И. о. председателя правительства до момента назначения нового председателя правительства России |
| 10    | Дмитрий Анатольевич Медведев (род. 1965)  |                  | 8 мая 2012       | 7 мая 2018                                                                                            | Владимир Владимирович Путин | Единая Россия    | 8 мая 2012 — 7 мая 2018 |
| и. о. | Дмитрий Анатольевич Медведев (род. 1965)  | 7 мая 2018       | 8 мая 2018       | с 7 мая 2018 по 8 мая 2018 (слагал полномочия перед вновь избранным президентом Российской Федерации) | Владимир Владимирович Путин | Единая Россия    | |
| 10    | Дмитрий Анатольевич Медведев (род. 1965)  | 8 мая 2018       | 15 января 2020   | 8 мая 2018 по 15 января 2020                                                                          | Владимир Владимирович Путин | Единая Россия    | |
| и. о. | Дмитрий Анатольевич Медведев (род. 1965)  | 15 января 2020   | 16 января 2020   | 15 января 2020 ушёл в отставку                                                                        | Владимир Владимирович Путин | Единая Россия    | |
| 11    | Михаил Владимирович Мишустин (род. 1966)  |                  | 16 января 2020   | 7 мая 2024                                                                                            | Владимир Владимирович Путин | беспартийный     | 7 мая 2024 года ушёл в отставку (слагал полномочия перед вновь избранным президентом Российской Федерации) |
| и. о. | Михаил Владимирович Мишустин (род. 1966)  | 7 мая 2024       | 10 мая 2024      | И. о. председателя правительства до момента назначения нового председателя правительства России       | Владимир Владимирович Путин | беспартийный     | |
| 11    | Михаил Владимирович Мишустин (род. 1966)  | 10 мая 2024      | действующий      | утверждён Госдумой и назначен Президентом РФ.                                                         | Владимир Владимирович Путин | беспартийный     | |
| и. о. | Андрей Рэмович Белоусов (род. 1959)       |                  | 30 апреля 2020   | 19 мая 2020                                                                                           | Владимир Владимирович Путин | беспартийный     | Временно исполняющий обязанности председателя Правительства Российской Федерации в связи с диагностированной коронавирусной инфекцией COVID-19 во время пандемии у действующего председателя Правительства РФ Михаила Мишустина                                                                        |

## Голосование
Ниже представлены результаты голосования депутатов парламента пост-советской России (до 1993 года Съезда народных депутатов, с 1993 года Государственной Думы) по вопросу о даче Президенту Российской Федерации согласия на назначение кандидата Председателем Правительства Российской Федерации.
| Кандидат           | Дата голосования | Всего депутатов | Голосовало | «За» | «Против» | Воздер- жались | Не голосо- вали | Результат  | Процент голосовавших «За» от общего числа депутатов | Процент голосовавших «За» от числа голосовавших депутатов |
| ------------------ | ---------------- | --------------- | ---------- | ---- | -------- | -------------- | --------------- | ---------- | --------------------------------------------------- | --------------------------------------------------------- |
| Егор Гайдар        | 9 декабря 1992   | 1043            |            | 467  | 486      | 26             | 61              | Не одобрен | 44,90                                               |                                                           |
| Виктор Черномырдин | 14 декабря 1992  | 1043            |            | 721  | 172      | 48             | 1               | Одобрен    | 69,33                                               |                                                           |
| Виктор Черномырдин | 10 августа 1996  | 450             | 402        | 314  | 85       | 3              | 48              | Одобрен    | 69,78                                               | 80,72                                                     |
| Сергей Кириенко    | 10 апреля 1998   | 450             | 334        | 143  | 186      | 5              | 116             | Не одобрен | 31,78                                               | 36,11                                                     |
| Сергей Кириенко    | 17 апреля 1998   | 450             | 397        | 115  | 271      | 11             | 53              | Не одобрен | 25,56                                               | 28,97                                                     |
| Сергей Кириенко    | 24 апреля 1998   | 450             | 315        | 251  | 25       | 39             | 135             | Одобрен    | 55,78                                               | 79,68                                                     |
| Виктор Черномырдин | 31 августа 1998  | 444             | 345        | 94   | 251      | 0              | 99              | Не одобрен | 20,89                                               | 27,25                                                     |
| Виктор Черномырдин | 7 сентября 1998  | 443             | 412        | 138  | 273      | 1              | 31              | Не одобрен | 30,67                                               | 33,50                                                     |
| Евгений Примаков   | 11 сентября 1998 | 443             | 393        | 315  | 63       | 15             | 50              | Одобрен    | 70,00                                               | 80,15                                                     |
| Сергей Степашин    | 19 мая 1999      | 440             | 362        | 293  | 55       | 14             | 78              | Одобрен    | 65,11                                               | 80,94                                                     |
| Владимир Путин     | 16 августа 1999  | 440             | 334        | 233  | 84       | 17             | 105             | Одобрен    | 51,78                                               | 69,76                                                     |
| Михаил Касьянов    | 17 мая 2000      | 446             | 395        | 325  | 55       | 15             | 52              | Одобрен    | 72,22                                               | 82,28                                                     |
| Михаил Фрадков     | 5 марта 2004     | 447             | 434        | 352  | 58       | 24             | 13              | Одобрен    | 78,22                                               | 81,11                                                     |
| Михаил Фрадков     | 12 мая 2004      | 447             | 436        | 356  | 72       | 8              | 11              | Одобрен    | 79,11                                               | 81,65                                                     |
| Виктор Зубков      | 14 сентября 2007 | 445             | 436        | 381  | 47       | 8              | 9               | Одобрен    | 84,67                                               | 87,39                                                     |
| Владимир Путин     | 8 мая 2008       | 449             | 448        | 392  | 56       | 0              | 1               | Одобрен    | 87,11                                               | 87,50                                                     |
| Дмитрий Медведев   | 8 мая 2012       | 450             | 443        | 299  | 144      | 0              | 7               | Одобрен    | 66,44                                               | 67,49                                                     |
| Дмитрий Медведев   | 8 мая 2018       | 446             | 430        | 374  | 56       | 0              | 16              | Одобрен    | 83,11                                               | 83,48                                                     |
| Михаил Мишустин    | 16 января 2020   | 449             | 424        | 383  | 0        | 41             | 26              | Одобрен    | 85,1                                                | 90,3                                                      |

## Срок полномочий
Информация проверена на 28 июля 2025.
 Председатели Комитета министров, с 1906 года Совета министров Российской империи
 Председатели Временного правительства России
 Председатели Совета народных комиссаров, с 1946 года Совета министров СССР
 Председатели правительства Российской Федерации
| №  | Председатель правительства       | Срок полномочий | Примечания |
| -- | -------------------------------- | --------------- | --- |
| 1  | Косыгин Алексей Николаевич       | 16 лет 7 дней   | |
| 2  | Сталин Иосиф Виссарионович       | 11 лет 302 дня  | |
| 3  | Лопухин Пётр Васильевич          | 10 лет 315 дней | |
| 4  | Молотов Вячеслав Михайлович      | 10 лет 137 дней | |
| 5  | Васильчиков Илларион Васильевич  | 8 лет 318 дней  | |
| 6  | Бунге Николай Христианович       | 8 лет 153 дня   | |
| 7  | Гагарин Павел Павлович           | 7 лет 363 дня   | |
| 8  | Игнатьев Павел Николаевич        | 7 лет 295 дней  | |
| 9  | Медведев Дмитрий Анатольевич     | 7 лет 253 дня   | |
| 10 | Дурново Иван Николаевич          | 7 лет 225 дней  | |
| 11 | Чернышёв Александр Иванович      | 7 лет 192 дня   | |
| 12 | Рыков Алексей Иванович           | 6 лет 319 дней  | |
| 13 | Хрущёв Никита Сергеевич          | 6 лет 201 день  | |
| 14 | Ленин Владимир Ильич             | 6 лет 98 дней   | В 1922—1924 гг. обязанности исполнял Лев Каменев                                                                                            |
| 15 | Новосильцев Николай Николаевич   | 5 лет 280 дней  | |
| 16 | Черномырдин Виктор Степанович    | 5 лет 116 дней  | И. о. 23 августа — 11 сентября 1998 |
| 17 | Рыжков Николай Иванович          | 5 лет 108 дней  | |
| 18 | Рейтерн Михаил Христофорович     | 5 лет 86 дней   | |
| 19 | Столыпин Пётр Аркадьевич         | 5 лет 58 дней   | |
| 20 | Мишустин Михаил Владимирович     | 2020 дней       | Действующий председатель ПравительстваС 30 апреля по 19 мая 2020 обязанности исполнял Андрей Белоусов                                       |
| 21 | Кочубей Виктор Павлович          | 5 лет 34 дня    | |
| 22 | Тихонов Николай Александрович    | 4 года 338 дней | |
| 23 | Орлов Алексей Фёдорович          | 4 года 286 дней | |
| 24 | Путин Владимир Владимирович      | 4 года 272 дня  | 9 августа 1999 г. назначен, 16 августа 1999 г. утверждён. С 31 декабря 1999 — и. о. президента РФ; правительством руководил Михаил Касьянов |
| 25 | Касьянов Михаил Михайлович       | 3 года 292 дня  | И. о. 7—17 мая 2000 |
| 26 | Вязмитинов Сергей Кузьмич        | 3 года 258 дней | |
| 27 | Фрадков Михаил Ефимович          | 3 года 131 день | И. о. 7—12 мая 2004, 12—14 сентября 2007 |
| 28 | Булганин Николай Александрович   | 3 года 46 дней  | |
| 29 | Блудов Дмитрий Николаевич        | 2 года 302 дня  | |
| 30 | Витте Сергей Юльевич             | 2 года 248 дней | |
| 31 | Коковцов Владимир Николаевич     | 2 года 148 дней | |
| 32 | Румянцев Николай Петрович        | 2 года 87 дней  | |
| 33 | Горемыкин Иван Логгинович        | 2 год 59 дней   | |
| 34 | Маленков Георгий Максимилианович | 1 год 338 дней  | |
| 35 | Валуев Пётр Александрович        | 1 год 287 дней  | |
| 36 | Левашов Василий Васильевич       | 1 год 266 дней  | |
| 37 | Штюрмер Борис Владимирович       | 286 дней        | |
| 38 | Примаков Евгений Максимович      | 243 дня         | |
| 39 | Зубков Виктор Алексеевич         | 239 дней        | И. о. 7—8 мая 2008, 7—8 мая 2012 |
| 40 | Павлов Валентин Сергеевич        | 226 дней        | |
| 41 | Ельцин Борис Николаевич          | 222 дня         | 6 ноября 1991 — 15 июня 1992 руководил правительством в качестве президента РФ                                                              |
| 42 | Гайдар Егор Тимурович            | 183 дня         | 15 июня 1992 года первый президент РФ Борис Ельцин назначил Егора Гайдара исполняющим обязанности председателя Правительства России         |
| 43 | Салтыков Николай Иванович        | 162 дня         | |
| 44 | Кириенко Сергей Владиленович     | 153 дня         | |
| 45 | Силаев Иван Степанович           | 124 дня         | 24 августа — 20 сентября 1991 (как руководитель КОУНХ СССР)                                                                                 |
| 45 | Силаев Иван Степанович           | 124 дня         | 20 сентября — 26 декабря 1991 (как председатель МЭК СССР)                                                                                   |
| 46 | Львов Георгий Евгеньевич         | 120 дней        | |
| 47 | Керенский Александр Фёдорович    | 110 дней        | |
| 48 | Степашин Сергей Вадимович        | 89 дней         | |
| 49 | Голицын Николай Дмитриевич       | 63 дня          | |
| 50 | Трепов Александр Фёдорович       | 47 дней         | |
| 51 | Белоусов, Андрей Рэмович         | 21 день         | И. о. на время болезни действующего председателя Правительства Михаила Мишустина                                                            |
| 52 | Христенко Виктор Борисович       | 10 дней         | И. о. после отставки Касьянова и до назначения Фрадкова                                                                                     |

## Резиденции
- Горки-9
- Ривьера-6